# Séisme de 1933 à Sanriku
Séisme de 1933 à Sanriku (japonais : 昭和三陸地震) est un tremblement de terre qui s'est produit au large des côtes de la préfecture d'Iwate, au Japon, le 3 mars 1933. La magnitude était de Mw 8,4. Le tremblement de terre a provoqué un énorme tsunami et causé de graves dommages. Le nombre de morts et de disparus a atteint 3 064,,.